# Britain’s Got Talent (Staffel 6)

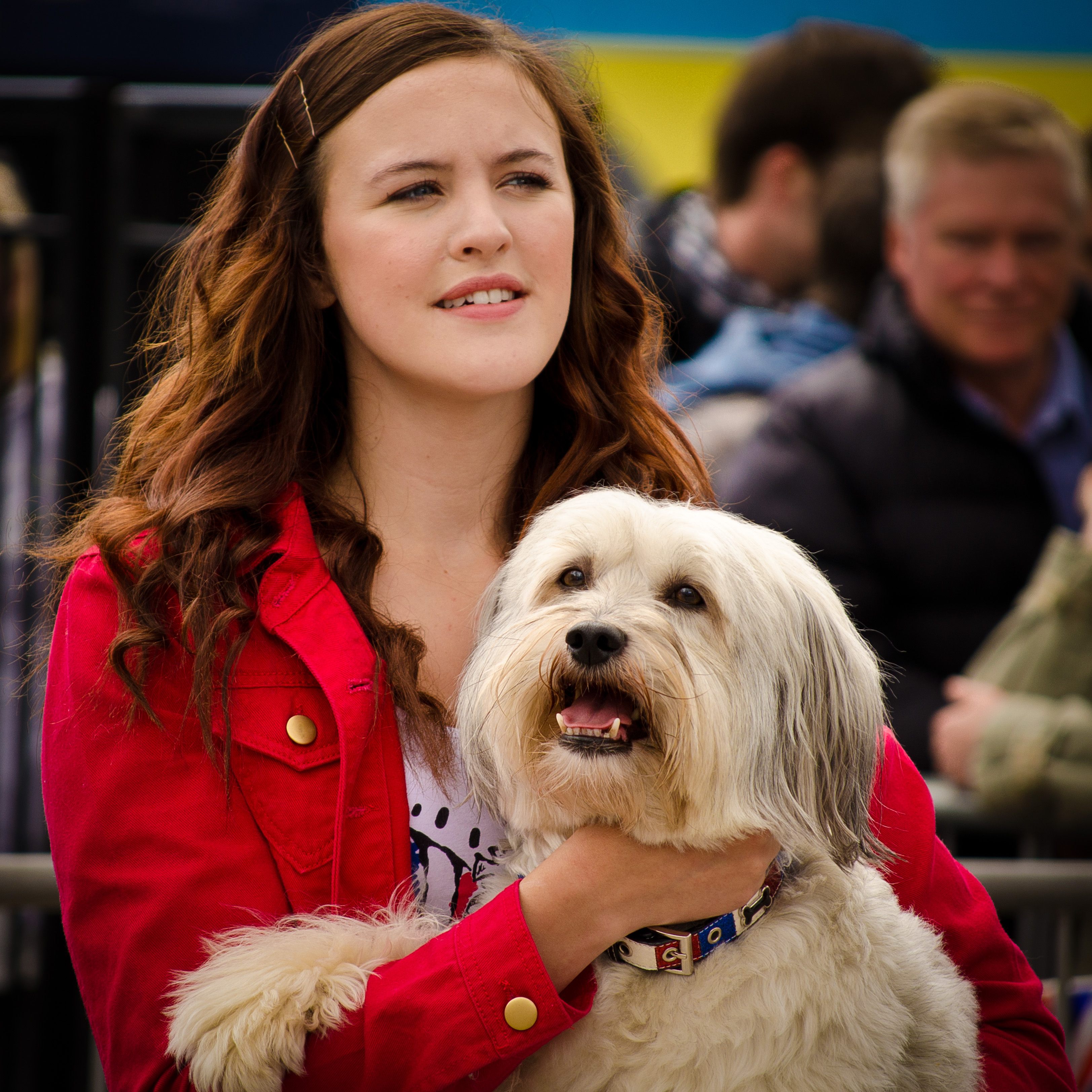
Ashleigh and Pudsey

Die sechste Staffel von Britain’s Got Talent wurde vom 24. März 2012 bis zum 12. Mai 2012 auf dem britischen Fernsehsender ITV ausgestrahlt. Der Sieg ging an die siebzehnjährige Ashleigh Butler mit ihrem tanzenden Hund Pudsey, die als das Duo Ashleigh and Pudsey auftraten.

## Jury und Moderation
Am 20. September 2011 wurde berichtet, dass Michael McIntyre nicht als Juror zurückkehren werde. Am 29. November 2011 sagte auch David Hasselhoff, dass er 2012 nicht Teil der Jury ist. Im Dezember 2011 wurde bekanntgegeben, dass Simon Cowell als Jurymitglied zurückkehren wird. Am 2. Januar 2012 wurde verkündet, dass die Sängerin Alesha Dixon und der Comedian David Walliams als Juroren debütieren. Amanda Holden, die seit der ersten Staffel in der Jury sitzt, verpasste die Auditions in Blackpool, Cardiff und London, da sie zu dieser Zeit ihre Tochter zur Welt brachte. Sie wurde von Carmen Electra ersetzt. Nachdem sie sich von der Geburt erholt hatte, kehrte sie zu Britain’s Got Talent zurück. Die Moderation übernahmen, wie in den Vorjahren, Anthony McPartlin und Declan Donnelly.

## Konzept
An der Show können Personen jeglichen Alters teilnehmen. Es können Personen einzeln oder in einer Gruppe auftreten. Die Kandidaten treten mit einem selbst gewählten Programm, wie etwa Singen oder einer Tanzperformance, vor der Jury und dem Publikum auf. Die Juroren können während der Vorstellung einen roten Buzzer betätigen, um anzuzeigen, dass ihnen die Vorstellung nicht gefällt. Haben alle Juroren den Buzzer betätigt, muss der Kandidat mit seiner Vorstellung aufhören. Am Schluss des Auftritts bewerten die Juroren den Kandidaten mit Ja („Yes“) oder Nein („No“). Hat der Kandidat von mindestens zwei der Juroren ein Ja bekommen, darf er in der nächsten Runde erneut auftreten. Am Anfang der Show gibt es aufgezeichnete Castings („Auditions“), in der die Juroren über das Weiterkommen der Kandidaten entscheiden. In der letzten Folge vor den Live Shows wird bekanntgegeben, welche Acts sich für die Semifinale qualifiziert haben. Später kann der Zuschauer in Livesendungen, die von Montag bis Freitag ausgestrahlt werden, selbst über die Qualifikanten fürs Finale, welches am Sonntag derselben Woche stattfindet, abstimmen. Hier kann das Publikum den Gewinner der Show bestimmen. Der Sieger der Show erhält ein Preisgeld in Höhe von 500.000 Pfund und darf in der Royal Variety Performance auftreten.

## Auditions
In diesem Jahr gab es drei verschiedene Möglichkeiten, sich für die Show zu bewerben.

### Producer Auditions
Zu den sogenannten Producer Auditions wurden Kandidaten, die sich online beworben haben, eingeladen. Sie konnten vor den Produzenten des Wettbewerbs auftreten und sich somit für die Judges’ Auditions qualifizieren.

### Open Auditions
In der Open Audition, die am 22. Januar 2012 in London stattfand, hatten die Bewerber die Möglichkeit, vor einer Jury, die nicht diejenige der eigentlichen Show ist, aufzutreten und sich damit für die Judges’ Auditions zu qualifizieren.

### Video Auditions
Zwischen dem 6. und 22. Januar 2012 hatte man die Möglichkeit, ein Video auf YouTube hochzuladen. Aus 25 Bewerbern, die von den Produzenten der Show ausgewählt wurden, konnten die Zuschauer online ihre fünf Favoriten wählen. Die Kandidaten mit den meisten Stimmen haben sich für die Judges’ Auditions qualifizieren können. Die Gruppe, die die meisten Stimmen erhalten hat, war The TestostaTones. Sie traten im Januar vor der Jury auf, qualifizierten sich jedoch nicht für die nächste Runde.

### Judges’ Auditions
Die Judges’ Auditions fanden im Januar und Februar 2012 in Manchester, Blackpool, Cardiff, London, Edinburgh und Birmingham statt. Die erste Episode wurde am 24. März 2012 ausgestrahlt. Die letzte Folge mit Auditions wurde am 5. Mai 2012 gesendet.

## Halbfinale
Die fünf Halbfinale fanden vom 6. bis zum 10. Mai 2012 statt. Jeden Tag qualifizierten sich zwei Acts für das Finale, das am 12. Mai 2012 stattfand. Eine Neuerung dieses Jahrgangs ist die Einführung einer Wildcard. Einem Act, der sich nicht für das Finale qualifizieren konnte, wurde im Nachhinein noch die Chance gegeben, im Finale aufzutreten. Die Semifinalisten wurden von der Jury am 25. Februar 2012 ausgewählt.

### Erstes Halbfinale
Das erste Halbfinale fand am 6. Mai 2012 statt. Als Pausenfüller diente Tulisa Contostavlos, die ihr Lied Young sang. Gewinner des Televotings war das Duo Ashleigh and Pudsey. Auf Platz 2 landete der Chor Only Boys Aloud, da er in der Juryabstimmung zwar genauso viele Stimmen wie die Gruppe The Mend bekam, jedoch in der Zuschauerabstimmung auf dem zweiten Platz lag.
| Platzierung | Startnummer | Name                | Talent         | Stimmen (in %) | Ergebnis                    | Anmerkungen                                                                            |
| ----------- | ----------- | ------------------- | -------------- | -------------- | --------------------------- | -------------------------------------------------------------------------------------- |
| 1           | 8           | Ashleigh and Pudsey | Tanz           | 50,0 %         | Für das Finale qualifiziert | Gewinner des Televotings                                                               |
| 2           | 9           | Only Boys Aloud     | Chorgesang     | 30,4 %         | Für das Finale qualifiziert | Stimmen von David Walliams und Amanda Holden; Zweite im Televoting                     |
| 3           | 6           | The Mend            | Gesang         | 11,8 %         | ausgeschieden               | Stimmen von Alesha Dixon und Simon Cowell; Dritte im Televoting; Gewinner der Wildcard |
| 4           | 1           | Zipparah Tafari     | Gesang         | 2,3 %          | ausgeschieden               |                                                                                        |
| 5           | 3           | Lauren Thalia       | Gesang         | 1,8 %          | ausgeschieden               |                                                                                        |
| 6           | 7           | Rachel Knowland     | Gesang         | 1,2 %          | ausgeschieden               |                                                                                        |
| 7           | 2           | The Jive Aces       | Jive-Gesang    | 1,0 %          | ausgeschieden               |                                                                                        |
| 8           | 5           | Analiza Ching       | Violinespielen | 0,9 %          | ausgeschieden               |                                                                                        |
| 9           | 4           | United We Stand     | Streetdance    | 0,6 %          | ausgeschieden               | Buzzer von Amanda Holden Simon Cowell                                                  |

 Kandidat hat sich für das Finale qualifiziert und das Televoting gewonnen.
 Kandidat war in den Top 3 und hat die Juryabstimmung gewonnen.
 Kandidat war in den Top 3 und hat die Juryabstimmung verloren.

### Zweites Halbfinale
Das zweite Halbfinale fand am 7. Mai 2012 statt. Pausenfüller war die Band The Wanted, die ihr Lied Chasing the Sun sangen. Gewinner des Televotings war das Duo Jonathan and Charlotte. Kai and Natalia, die mit Paige Turley in den Top 3 waren, gewannen die Juryabstimmung und konnten somit ins Finale einziehen.
| Platzierung | Startnummer | Name                   | Talent                | Stimmen (in %) | Ergebnis                    | Anmerkungen                                                                    |
| ----------- | ----------- | ---------------------- | --------------------- | -------------- | --------------------------- | ------------------------------------------------------------------------------ |
| 1           | 9           | Jonathan and Charlotte | Operngesang           | 75,3 %         | Für das Finale qualifiziert | Gewinner des Televotings                                                       |
| 2           | 7           | Kai and Natalia        | Tanz                  | 6,2 %          | Für das Finale qualifiziert | Stimmen von Alesha Dixon, Amanda Holden und Simon Cowell; Zweite im Televoting |
| 3           | 2           | Paige Turley           | Gesang                | 5,2 %          | ausgeschieden               | Stimme von David Walliams; Dritte im Televoting                                |
| 4           | 8           | Four Corners           | Tanz                  | 4,7 %          | ausgeschieden               |                                                                                |
| 5           | 3           | Karizma Krew           | Tanz                  | 2,4 %          | ausgeschieden               |                                                                                |
| 6           | 6           | Graham Blackledge      | Gesang                | 1,9 %          | ausgeschieden               |                                                                                |
| 7           | 4           | The Showbears          | Gesang, Tanz          | 1,8 %          | ausgeschieden               | Buzzer von Simon Cowell                                                        |
| 8           | 1           | Cascade                | Martial Arts Tricking | 1,6 %          | ausgeschieden               |                                                                                |
| 9           | 5           | Fish on Percussion     | Perkussion            | 0,9 %          | ausgeschieden               | Buzzer von Amanda Holden                                                       |

 Kandidat hat sich für das Finale qualifiziert und das Televoting gewonnen.
 Kandidat war in den Top 3 und hat die Juryabstimmung gewonnen.
 Kandidat war in den Top 3 und hat die Juryabstimmung verloren.

### Drittes Halbfinale
Das dritte Halbfinale fand am 8. Mai 2012 statt. Pausenfüller war die Band LMFAO, die ihr ein Medley ihrer Lieder Party Rock Anthem und Sexy and I Know It sang. Gewinner des Televotings war die Band Loveable Rogues. Molly Rainford, die mit der Tanzgruppe Twist and Pulse Dance Company in den Top 3 war, gewannen die Juryabstimmung und konnte somit ins Finale einziehen.
| Platzierung | Startnummer | Name                          | Talent            | Stimmen (in %) | Ergebnis                    | Anmerkungen                                                       |
| ----------- | ----------- | ----------------------------- | ----------------- | -------------- | --------------------------- | ----------------------------------------------------------------- |
| 1           | 6           | Loveable Rogues               | Unplugged-Band    | 40,4 %         | Für das Finale qualifiziert | Gewinner des Televotings                                          |
| 2           | 4           | Molly Rainford                | Gesang            | 22,2 %         | Für das Finale qualifiziert | Stimmen von Simon Cowell und David Walliams; Zweite im Televoting |
| 3           | 8           | Twist and Pulse Dance Company | Streetdance       | 17,6 %         | ausgeschieden               | Stimmen von Alesha Dixon und Amanda Holden; Dritte im Televoting  |
| 4           | 9           | Dennis Egel                   | Gesang            | 5,5 %          | ausgeschieden               |                                                                   |
| 5           | 3           | Ashley Elliot                 | Xylophonspielen   | 4,9 %          | ausgeschieden               | Buzzer von Simon Cowell, Amanda Holden und Alesha Dixon           |
| 6           | 1           | The Zimmers                   | Gesang            | 3,3 %          | ausgeschieden               |                                                                   |
| 7           | 5           | Lucky                         | Schlangenmensch   | 2,7 %          | ausgeschieden               |                                                                   |
| 8           | 2           | Area 51                       | Pyrotechnik, Tanz | 2,2 %          | ausgeschieden               |                                                                   |
| 9           | 7           | Honey Shazad                  | Gesang            | 1,2 %          | ausgeschieden               |                                                                   |

 Kandidat hat sich für das Finale qualifiziert und das Televoting gewonnen.
 Kandidat war in den Top 3 und hat die Juryabstimmung gewonnen.
 Kandidat war in den Top 3 und hat die Juryabstimmung verloren.

### Viertes Halbfinale
Das vierte Halbfinale fand am 9. Mai 2012 statt. Pausenfüller war der Sänger Labrinth, der sein Lied Express Yourself sang. Gewinner des Televotings war der Sänger Sam Kelly. Die Tanzgruppe Nu Sxool, die mit dem Sänger Malaki Paul in den Top 3 war, gewann die Juryabstimmung und konnte somit ins Finale einziehen, obwohl sie im Televoting nur den dritten Rang belegte.
| Platzierung | Startnummer | Name                | Talent          | Stimmen (in %) | Ergebnis                    | Anmerkungen                                                                      |
| ----------- | ----------- | ------------------- | --------------- | -------------- | --------------------------- | -------------------------------------------------------------------------------- |
| 1           | 8           | Sam Kelly           | Gesang          | 26,8 %         | Für das Finale qualifiziert | Gewinner des Televotings                                                         |
| 2           | 6           | Nu Sxool            | Tanz            | 20,0 %         | Für das Finale qualifiziert | Stimmen von Simon Cowell, Amanda Holden und David Walliams; Dritte im Televoting |
| 3           | 3           | Malaki Paul         | Gesang          | 25,2 %         | ausgeschieden               | Stimme von Alesha Dixon; Zweiter im Televoting                                   |
| 4           | 9           | Be Minor            | Girlgroup       | 9,7 %          | ausgeschieden               |                                                                                  |
| 5           | 2           | Brynolf and Ljung   | Illusionen      | 7,3 %          | ausgeschieden               |                                                                                  |
| 6           | 4           | Gatis Kandis        | Stand-up-Comedy | 6,5 %          | ausgeschieden               |                                                                                  |
| 7           | 5           | The Sugar Dandies   | Tanz            | 2,8 %          | ausgeschieden               | Buzzer von Simon Cowell                                                          |
| 8           | 7           | Beatrix von Bourbon | Burlesque-Tanz  | 1,1 %          | ausgeschieden               |                                                                                  |
| 9           | 1           | Chica Latina        | Entertainerin   | 0,6 %          | ausgeschieden               |                                                                                  |

 Kandidat hat sich für das Finale qualifiziert und das Televoting gewonnen.
 Kandidat war in den Top 3 und hat die Juryabstimmung gewonnen.
 Kandidat war in den Top 3 und hat die Juryabstimmung verloren.

### Fünftes Halbfinale
Das fünfte Halbfinale fand am 10. Mai 2012 statt. Pausenfüller war die Sängerin Rebecca Ferguson, die ihr Lied Teach Me How to Be Loved sang. Gewinner des Televotings war der Sänger Ryan O’Shaughnessy. Die Synchronschwimmerinnen Aquabatique, die mit dem Akrobaten Billy George in den Top 3 waren, gewannen die Juryabstimmung und konnte somit ins Finale einziehen.
| Platzierung | Startnummer | Name               | Talent               | Stimmen (in %) | Ergebnis                    | Anmerkungen                                                                      |
| ----------- | ----------- | ------------------ | -------------------- | -------------- | --------------------------- | -------------------------------------------------------------------------------- |
| 1           | 9           | Ryan O’Shaughnessy | Gesang               | 42,3 %         | Für das Finale qualifiziert | Gewinner des Televotings                                                         |
| 2           | 8           | Aquabatique        | Synchronschwimmen    | 14,6 %         | Für das Finale qualifiziert | Stimmen von Simon Cowell, Amanda Holden und David Walliams; Zweite im Televoting |
| 3           | 3           | Billy George       | Cyr-wheel-Akrobatik  | 11,0 %         | ausgeschieden               | Stimme von Alesha Dixon; Dritter im Televoting                                   |
| 4           | 5           | Callum Oakley      | Stand-up-Comedy      | 9,0 %          | ausgeschieden               |                                                                                  |
| 5           | 6           | Hope Murphy        | Gesang               | 7,6 %          | ausgeschieden               |                                                                                  |
| 6           | 1           | Face Team          | Basketball-Stunts    | 7,4 %          | ausgeschieden               |                                                                                  |
| 7           | 7           | Strictly Wheels    | Tanz mit Rollstühlen | 3,5 %          | ausgeschieden               |                                                                                  |
| 8           | 4           | Martyn Crofts      | Stimmenimitator      | 3,0 %          | ausgeschieden               | Buzzer von Simon Cowell                                                          |
| 9           | 2           | Greig Stewart      | Harfespielen         | 1,6 %          | ausgeschieden               | Buzzer von Simon Cowell und Amanda Holden                                        |

 Kandidat hat sich für das Finale qualifiziert und das Televoting gewonnen.
 Kandidat war in den Top 3 und hat die Juryabstimmung gewonnen.
 Kandidat war in den Top 3 und hat die Juryabstimmung verloren.

## Finale
Das Finale der sechsten Staffel von Britain’s Got Talent fand am 12. Mai 2012 statt. Als Pausenfüller dienten die Sängerin Susan Boyle, die Tanzgruppe Diversity mit Paul Gbegbaje und The Show Bears, die mit David Walliams das Lied It’s Raining Men sangen. Gewinner des Finales waren Ashleigh and Pudsey, die sich mit 39,0 % aller abgegebenen Stimmen vor dem Duo Jonathan and Charlotte (25,8 %) und dem Chor Only Boys Aloud (15,8 %) platzierten. Das Finale wurde von 13,8 Millionen Zuschauern verfolgt.
| Platzierung | Startnummer | Name                   | Talent            | Stimmen (in %) | Anmerkungen           |
| ----------- | ----------- | ---------------------- | ----------------- | -------------- | --------------------- |
| 1           | 10          | Ashleigh and Pudsey    | Tanz              | 39,0 %         |                       |
| 2           | 11          | Jonathan and Charlotte | Operngesang       | 25,8 %         |                       |
| 3           | 9           | Only Boys Aloud        | Chorgesang        | 15,8 %         |                       |
| 4           | 5           | Loveable Rogues        | Unplugged-Band    | 5,7 %          |                       |
| 5           | 8           | Ryan O’Shaughnessy     | Gesang            | 4,8 %          |                       |
| 6           | 4           | Molly Rainford         | Gesang            | 2,8 %          |                       |
| 7           | 1           | The Mend               | Gesang            | 2,6 %          | Gewinner der Wildcard |
| 8           | 3           | Nu Sxool               | Tanz              | 1,2 %          |                       |
| 9           | 2           | Sam Kelly              | Gesang            | 1,0 %          |                       |
| 10          | 7           | Aquabatique            | Synchronschwimmen | 0,9 %          |                       |
| 11          | 6           | Kai and Natalia        | Tanz              | 0,4 %          |                       |

## Kontroversen

### Beatrix Von Bourbon
In der zweiten Episode am 31. März 2012 wurde die Audition der Burlesque-Tänzerin ausgestrahlt. Während ihrer Performance zog sie sich bis auf ein Korsett und Pasties aus. Cowell verglich sie mit Dita Von Teese und bezeichnete Von Bourbon als ihre britische Version. Obwohl ihre Brüste zensiert wurden, erhielt die britische Medienaufsichtsbehörde Office of Communications (Ofcom) mehr als 70 Beschwerdebriefe über die Darbietung der Tänzerin, da sie vor 21:00 Uhr ausgestrahlt wurde und somit eine Gefahr für Kinder darstelle. Ein Verantwortlicher der Behörde sagte, dass die Performance so bearbeitet wurde, dass sie für das Fernsehen geeignet wäre, dennoch werde man ermitteln. Am 23. Juli 2012 berichtete das Ofcom jedoch, dass Independent Television, der ausstrahlende Sender, nichts falsch gemacht hat.

### Ryan O’Shaughnessy
Am 17. April 2012 wurde berichtet, dass der Sänger Ryan O’Shaughnessy von der Show disqualifiziert wurde, weil er schon einen Plattenvertrag mit Universal Music abgeschlossen hat, da er sich neben Britain’s Got Talent noch für die Castingshow The Voice of Ireland beworben hat. Dies wurde in der Episode am 5. Mai 2012 bestätigt. Nach 44 Acts, denen gesagt wurde, ob sie sich für die Halbfinale qualifiziert haben, war O’Shaughnessy der übrig gebliebene. Simon Cowell konfrontierte den Sänger mit dem Problem und sagte: „We have a bit of a problem, and I think you know what that problem is, don't you? You're on another show which you're signed up to. You signed a contract with another company so why did you come and audition for this show?“ (Deutsch: Wir haben ein kleines Problem und du weißt welches es ist, oder? Du stehst noch bei einer anderen Show unter Vertrag. Du bist einen Vertrag mit einer anderen Firma eingegangen, also wieso bist du hierhin gekommen und hast dich für diese Show beworben?). Der Sänger antwortete damit, dass das Schreiben von Liedern seine Leidenschaft sei und er sie bei der anderen Castingshow nicht ausüben könne, weshalb er sich auch für Britain’s Got Talent beworben habe. Nach Ausstrahlung dieser Folge stieg O’Shaughnessy aus The Voice of Ireland aus und kündigte den Vertrag mit Universal Music. Infolgedessen konnte er sich für das Halbfinale der Show qualifizieren.